# Swaab
De Swaab is een Nederlandse sportwagen, gebaseerd op een Ermini met een Simcamotor, die gemaakt werd door John Swaab.
Hoewel het de bedoeling was ermee te racen, werd de auto op het circuit nauwelijks ingezet. Wel is de auto in het dagelijks verkeer gebruikt. De auto heeft in Zwitserland een restauratie ondergaan, waarbij de wagen van een open raceauto in een gesloten GT is veranderd.